# Areia Branca (Sergipe)
Areia Branca este un oraș în Sergipe (SE), Brazilia.